# 網絡行動科技
網絡行動科技（英語：NETivism）是一家服務非營利組織的科技公司，屬於社會企業，成立於2009年，創辦人為莊友欣（Charles）與黃雋（Jimmy）。
公司的英文名是將網絡（Net）與行動主義（activism）結合而成。
黃雋和莊友欣在台灣的開源界聚會認識，後來理念相符，共同創辦公司。並參考NetSquared，每個月與開拓基金會共同舉辦「網路星期二（Net Tuesday）」，給予非營利組織了解網路文化或相關議題。他們發現開源的客戶關係軟體CiviCRM雖有完整的架構但在台灣仍不實用，便在舉辦網路星期二的過程中逐漸開發與在地化，約於2012年分支出本地化的版本NetiCRM，服務台灣的公益組織，專門提供在地非營利組織客戶關係管理。曾舉辦「NPO網站改造觀摩賽」提升公益組織的推廣策略。
網絡行動科技於2015年發布公益報告書，自2018年起也有將相關資料彙整為年度非營利組織捐款趨勢報告。

## 外部連結
官方网站